# Team Me
 (mars 2012).
Si vous disposez d'ouvrages ou d'articles de référence ou si vous connaissez des sites web de qualité traitant du thème abordé ici, merci de compléter l'article en donnant les références utiles à sa vérifiabilité et en les liant à la section « Notes et références ».

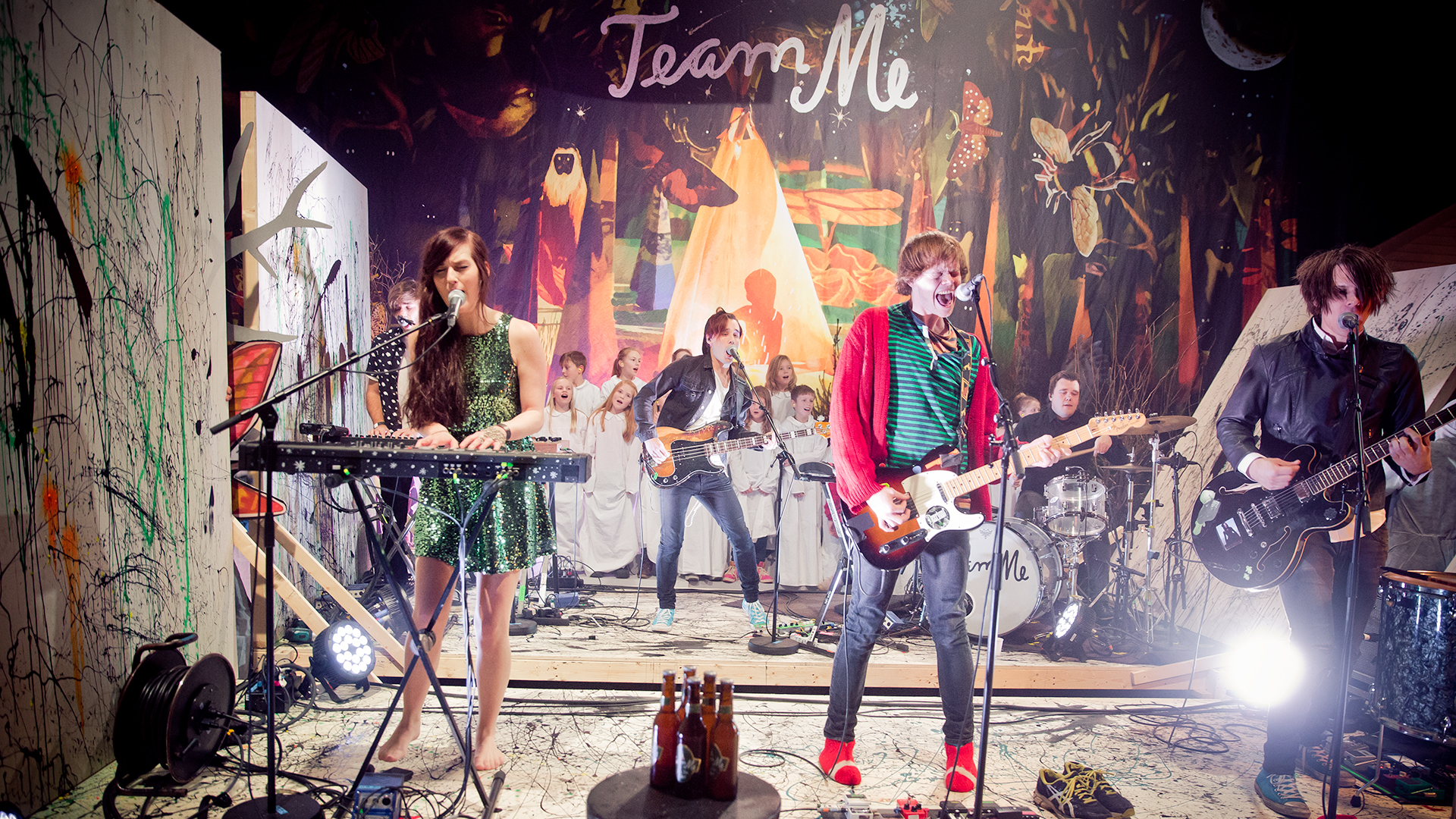
Team Me en 2014

Team Me est un groupe norvégien de musique pop. 
Leur premier album To The Treetops! est sorti en 2011, et leur a fait gagner l'édition 2011 du Spellemannprisen dans la catégorie groupe pop.

## Discographie
2011 : To the Treetops (album) 

2011 : EP (ep) 

2011 : «Dear Sister» (single) 

2011 : «With My Hands Covering Both of My Eyes I Am Too Scared to Have a Look At You Now» (single) 

2011 : «Show Me» (single) 

## Anciens membres
Anders Magnor Killerud (2010-2011) 

Synne Overland Knudsen (2010-2012) 

Meidell Thomas (2010-2011) 

Christian Løvhaug (2010)